# 이수아 (작가)
이수아는 대한민국의 텔레비전 드라마 작가이다. 

## 드라마
- 2011년 ~ 2012년 CHANNEL A 토요 옴니버스 드라마 《해피엔드》 ... 공동집필
- 2013년 E CHANNEL 토요 미니시리즈 《실업급여 로맨스》 ... 집필
- 2025년 MBC 금토 미니시리즈 《메리 킬즈 피플》 ... 집필